# MM一族
《MM一族》（日语：えむえむっ！），是松野秋鳴的輕小說作品，插畫家是QP:flapper（小原トメ太、さくら小春），由MF文庫J出版，並改編成同名電視動畫。
2011年4月26日，Media Factory公告作者松野秋鳴於4月18日突然逝世，並未死因說明。

## 故事簡介
砂戶太郎是被女性虐待就會覺得很爽的被虐狂。認為在這樣下去一輩子就別想談戀愛的太郎，決定向專門實現學生願望的第二義工社求助。第二義工社的體質改善作戰能夠拯救太郎嗎？

## 登場人物
※ 以下為廣播劇的聲優/動畫版的聲優。
砂戶 太郎（聲優：鈴木千尋/福山潤）
本作主角。一年級生。只要被親戚以外的女性虐待、毆打就會覺得很爽，特別是美少女這類的還會感到幸福，是典型的被虐體質。一旦內心的滑鼠箭頭點選了「超M開關」就會忍不住的想要享受被虐的快感，就算知道自己的特殊體質是個非常糟糕的人還是會非常的興奮且無法控制。初中的時候M體質的事情被人發現，辰吉是唯一一個平靜的接納他的人，心想有一天如果辰吉出了什麼事情就輪到自己來接納他了。非常注重身旁的人，經常有替重要的人或朋友兩肋插刀的熱血舉動。
最初為了向單戀對象『志穗璃公主』告白，決定要改變自己的被虐狂體質（小說內稱之為「超M體質」），因而來到第二義工社，也因為這個因緣知道了辰吉異服癖的秘密同時初戀也告吹了。被美緒帶入第二義工社成為社員，目的是為了治療超M體質，然而他每天被美緒辱罵、毆打的生活開始了，距離被虐體質的改善尚未出現一絲曙光，路途坎坷。
小說第8卷後段回應了嵐子的告白，並成為了戀人。
石動 美緒（聲優：石黑千尋/竹達彩奈）
第二義工社社長，高中二年級。生日：12月25日，自稱為神，訴說自己為了實現渺小人類的願望而成立第二義工社。特徵是經常在頭上綁著跟兔耳很像的黑色緞帶。在美麗且帶有蘿莉的可愛外表下隱藏著暴虐的個性（疑似有超S傾向），是個自尊心很高帶有一點傲嬌感覺的人。在被人稱讚或是感謝的時候，雖然很開心且害羞但不想讓人看到她內心所呈現的表情，此時會臉紅的表露出一副瞞不在乎的表情，可看出她有著一點隱性的傲嬌性格。雖然美緒幫助別人的方式很奇怪，但太郎還是看的出她想要實現他人願望這點是真心的。
經常用武器毆打、腳踢或是狠踹太郎，雖然覺得他這樣興奮跟變態一樣噁心卻非常的樂在其中。小時候曾經被貓群攻擊，因此非常怕貓，後來太郎抓住了她的弱點，威脅她「不準再用暴力的方式治療我的M體質」，但最後還是被美緒拿棒球棍狠狠痛打一頓。
動畫裡對太郎有好感，在小說第九卷已經向太郎告白。
結野 嵐子（聲優：堀江由衣/早見沙織）
第二義工社社員。太郎的同班同學，喚醒太郎被虐體質的關鍵人物。因為過去的心靈創傷得到男性恐懼症，只要被男性觸碰便會無意識動粗。她在原本在國中時，是個開朗、受人歡迎的女生。在當時，有一位叫吉岡的學長，長的很帥、又很像模特兒，受女生歡迎。但是在國中的某天，吉岡學長向嵐子告白，而嵐子也勉為其難的與她交往。某天，吉岡得知嵐子家人當天都不在，便要求讓他去嵐子家。吉岡去了嵐子家後，打算吻她、還打算侵犯她，結果嵐子在掙扎中用指甲傷了吉岡的臉，看見自己血的吉岡，便在情緒激動下對嵐子施展暴力。之後約有一個禮拜，嵐子在家不敢出門。一個禮拜後去學校，學校傳滿了她的負面話題，說她「玩過很多男生」，而這些都是吉岡為了報復嵐子的所作所為，因此才讓嵐子得了男性恐懼症。在現在，她又遇見了吉岡。吉岡並對嵐子說了「國中的事說出去妳就死定了」類似的話，嚇的嵐子不敢踏出家門一步。後來，太郎身心憤怒，並去找吉岡算帳。最後打架打贏吉岡（因為美緒的幫助），並警告他再也不准接近嵐子、也不准威脅她。之後逐漸對太郎產生了好感。
在小說第七卷已經向太郎告白，太郎在第八卷回應了告白，並成為了戀人。
葉山 辰吉（聲優：無/佐藤利奈）
太郎的同學與朋友。從前為了防止被欺負，打扮成不良少年來嚇唬對手。個性認真，成績優秀，興趣是做料理。小時候受鄰居影響而有女裝癖，被打工店長取名為「志穗璃公主」，也是太郎的初戀情人（單戀），一直想告訴太郎自己的身分卻害怕說出來以後會背叛太郎對他的信任，直到美緒說太郎絕不是那種會因為女裝癖而討厭好友的人，才主動告訴太郎「志穗璃公主」的身分。
因為被結野、鬼瓦等人稱讚他穿女裝的樣子很可愛，突然誕生出了另一種人格「辰吉‧安東尼特十六世」，變成類似貴族貴婦的感覺（但是把假髮拿下來便會恢復原狀），而且還在此狀態，曾經一手抓住美緒的胸部，驕傲的問她「妳真的是女性嗎？」，隨後遭到美緒的連續踢擊。
會喜歡穿女裝，是因為小學三年級時，他家隔壁住著一位大姐姐（而且是辰吉的初戀），那位大姊姊的夢想是當一位化妝師，因此經常拿辰吉來當實驗品，辰吉也因此漸漸喜歡上女裝。但那位大姊姊在某天搬走了，當時辰吉就抱持著「只要我繼續穿女裝，她就會回來」的想法，雖然後來這個想法不再，但扮女裝的嗜好還是改不掉。
事實上，他比太郎早了一天去第二義工社，為了就是希望能早點改掉穿女裝的奇怪嗜好。還被美緒笑說「變態！真是太變態了！」。
鬼瓦 滿（聲優：桑島法子/田中理恵）
太郎學校的校醫，經常在便服外加上白大衣，跟美緒關係就跟姐妹一樣，平時的表情變化不大，對沒興趣的人相當冷淡。不管是誰一旦踏入保健室裡面就等於是進入了她的地盤，想把學生怎麼樣都是她的自由，對於頂撞她的人絕對毫不手軟。興趣是幫可愛的女生角色扮演與拍照。因為不喜歡自己的姓氏，所以要求學生稱呼自己為「小滿老師」。
駕駛汽車的技術非常差，連正常普通的直線道路都會略為蛇行，且速度非常快，甚至把油門板當成剎車板踩。
砂戶 靜香（聲優：野中藍/阿澄佳奈）
太郎就讀大學的姊姊。嚴重的戀弟情結，成天想著溺愛太郎，並常常在早上時潛入太郎的房間躺在他床上。有著一副和真實年齡不符的臉蛋（像國中生程度的童顏），主要是遺傳自母親，她就利用這點經常偽裝成和太郎同校的女學生接近太郎，曾有一次去太郎的學校，被鬼瓦看見，被迫戴上貓耳。將棋棋力極高，跟太郎下棋時都會做許多讓步，避免實力差距過大。
砂戶 智子（聲優：久川綾/大原沙耶香）
太郎的母親，職業為翻譯家。嚴重的戀子情結（太郎限定），成天想著溺愛太郎。有著和真實年齡不符的臉蛋（女兒就是遺傳到這一點），把女兒靜香視為情敵。討厭女性接近太郎身邊。
原本以為嵐子是壞女孩，想把她驅離太郎身邊。但在偷聽到她的夢想是想當「新娘子」後，改變其想法。
店長（聲優：無/杉田智和）
姓道明寺，名不明。太郎打工的便利商店店長。外表看起來像是男公關的帥哥，不過內心卻是一個十分狂熱御宅族，喜歡許多動漫的女角色。
花片 未依
料理社二年級社員。在小說某些篇章會做為第一人稱主角來敘述故事。過去受到美緒羞辱，企圖向美緒復仇，胸部很大，家中非常有錢。因為數次被扮成女裝的辰吉拯救，所以很喜歡也很崇拜他，並稱呼他為「大姐姐」。
間宮 由美（聲優：無/儀武祐子）
太郎和嵐子在國中時的同學，辰吉的前女友（在國中時由美轉校後，雙方就沒有再連絡）。間宮流按摩術的繼承人，按摩的瞬間會讓人失去理性且產生快感。在間宮家四姐妹中，排行最小。登場時因為覺得嵐子的男性恐懼症沒有好轉，所以想讓嵐子轉學到她所就讀的女校，與第二義工社約定如果把嵐子的男性恐懼症治好，就不要求嵐子轉學，後被他們的毅力感動所以放棄。之後為了讓辰吉再次喜歡上她，因此後來轉學到櫻守高中。料理社社員，每天都在社室與社員熱烈的招待辰吉，不過並不知道辰吉喜歡扮女裝的事。
綾瀨川 霧乃（聲優：無/白石凉子）
太郎的班級的學級委員長。「美緒後援會（通稱：MFC）」的始創者及會長。很喜歡美緒，但也因此對於常常在一起的太郎抱持敵意。家中經營喫茶店，聖誕節時向美緒擺設的聖誕樹許願，希望拯救自家因對面開設的蛋糕店導致業績變差的喫茶店。
片桐 志帆
櫻守高中的學生會長。有著端正的五官及冷靜的氛圍。MFC的委員。
柊 諾亞（聲優：無/矢作紗友里）
高中二年級生，發明社社長，心思頗單純，長相被評為十分可愛的美少女。初戀是太郎，被變身成超級變態人的太郎所救，而喜歡上太郎，之後送給了太郎丁香花，花語是「初戀」。IQ200以上的天才少女，這個聰明的頭腦讓她有個難忘又難過的童年回憶，雖然身為天才，但卻不能與一般的孩童一樣玩耍，只能被關在實驗室，讓她非常難過。她經常會做出一些沒什麼用的發明令到美緒他們十分困擾而在學校出名。體形像小學生。
製作了一個秘藥把自己變成成熟姿態。但是，在用藥有效果的時間內，日村就會暴走變身成魔人開始抓狂。這個藥的副作用是嚴重的腹痛。之所以會想讓全世界的人變成變態，只是因為想交朋友，諾亞自小就沒有朋友就是因為她是「天才」也不普通，所以她很想要朋友。動畫裡對太郎有好感，在小說第十卷已經向太郎告白。
日村 雪之丞（聲優：無/代永翼）
高中一年級，發明社社員。外表纖細是個美少年，重度蘿莉控。因為這個原因才加入了發明社，一度因為諾亞使用成長藥而爆走。
砂戶 七葉
小說第六卷後半登場（動畫目前只到六卷前半）。為太郎的堂妹，國中一年級，超級裝乖女，裝乖時乖巧可愛到讓人有心噗通噗通的跳的感覺，但本性極其腹黑，登場時對太郎告白，其目的只是要報復智子與靜香在她小時候因為親近太郎而受到的殘酷對待，但在太郎幾次整救之後，對太郎有些許好感。
竹澤 明姫
小說第九點五卷登場。櫻守高中義工社社長，外表看起來非常正經嚴肅，但個性卻很膽小，覺得羞愧時會拿出玩偶「珍妮佛」，讓它假裝與自己對話。
因為第二義工社與義工社名字相像，造成了義工社不小的困擾，所以要求美緒將第二義工社改名。後被美緒拒絕，轉而提出樂隊比賽，結果平手，改名的事暫時作罷。
堂島 堪吉
櫻守高中的學生。留著飛機頭像是不良少年，與其他一樣像是不良少年的同學創立了競技接力社(只是因為想要有空間來聚集玩耍)，卻因為校內空間不足所以沒有社辦，而向美緒許願想要第二義工社的社辦，後被美緒拒絕，轉而提出比賽（大隊接力與打架），結果都輸了。
風峰
是砂戶七葉就讀學校的三年級學生，個性自戀又自大，空手道七段，喜歡七葉並曾向她告白，被七葉給拒絕，但是卻死也不肯放棄。
吉岡（聲優：無/千葉進步）
曾跟嵐子告白(嵐子迫於情勢勉強答應)，就讀於櫻守町內的公立高中，拳擊社社長。長相帥氣，很受到女生歡迎，也是造成嵐子男性恐懼症的主因。最後被太郎打敗（因為美緒幫忙），而被拍下羞恥照片，做為威脅以後不許再騷擾嵐子。
內原
櫻守高中的學生。與太郎同班，身材肥胖不過個性溫馴，因為嘲諷同班女生對於情人節的行為， 所以被女生們圍剿辱罵，因此心生不滿，故向美緒許願希望能摧毀情人節。

## 出版書籍
| 集數 | Media Factory  | Media Factory          | 東立出版社     | 東立出版社             |
| 集數 | 發售日期       | ISBN                   | 發售日期       | ISBN                   |
| ---- | -------------- | ---------------------- | -------------- | ---------------------- |
| 1    | 2007年2月28日  | ISBN 978-4-8401-1777-7 | 2007年10月4日  | ISBN 978-986-10-0822-6 |
| 2    | 2007年5月30日  | ISBN 978-4-8401-1856-9 | 2008年3月20日  | ISBN 978-986-10-0823-3 |
| 3    | 2007年10月25日 | ISBN 978-4-8401-2057-9 | 2008年7月10日  | ISBN 978-986-10-2113-3 |
| 4    | 2008年2月25日  | ISBN 978-4-8401-2145-3 | 2008年10月16日 | ISBN 978-986-10-2525-4 |
| 5    | 2008年6月25日  | ISBN 978-4-8401-2332-7 | 2009年1月8日   | ISBN 978-986-10-3031-9 |
| 6    | 2008年10月31日 | ISBN 978-4-8401-2452-2 | 2009年6月18日  | ISBN 978-986-10-3871-1 |
| 7    | 2009年2月25日  | ISBN 978-4-8401-2665-6 | 2009年8月12日  | ISBN 978-986-10-4153-7 |
| 8    | 2009年7月24日  | ISBN 978-4-8401-2842-1 | 2010年1月14日  | ISBN 978-986-10-4976-2 |
| 8.5  | 2009年11月25日 | ISBN 978-4-8401-3090-5 | 2010年7月8日   | ISBN 978-986-10-6011-8 |
| 9    | 2010年3月25日  | ISBN 978-4-8401-3425-5 | 2010年10月7日  | ISBN 978-986-10-6352-2 |
| 9.5  | 2010年6月25日  | ISBN 978-4-8401-3425-5 | 2011年1月27日  | ISBN 978-986-10-6992-0 |
| 10   | 2010年9月18日  | ISBN 978-4-8401-3510-8 | 2011年4月7日   | ISBN 978-986-10-7282-1 |

### 改編漫畫
| 集數 | Media Factory  | Media Factory          | 尖端出版社     | 尖端出版社         |
| 集數 | 發售日期       | ISBN                   | 發售日期       | ISBN / EAN         |
| ---- | -------------- | ---------------------- | -------------- | ------------------ |
| 1    | 2009年2月23日  | ISBN 978-4-8401-2532-1 | 2010年1月16日  | ISBN 7-7022-3078-9 |
| 2    | 2009年8月22日  | ISBN 978-4-8401-2906-0 | 2010年5月12日  | ISBN 7-7022-3290-0 |
| 3    | 2010年3月23日  | ISBN 978-4-8401-3301-2 | 2011年3月15日  | EAN 4717702239329  |
| 4    | 2010年9月22日  | ISBN 978-4-8401-3373-9 | 2011年6月17日  | EAN 4717702241261  |
| 5    | 2011年2月23日  | ISBN 978-4-8401-3757-7 | 2011年1月19日  | ISBN 7-7022-4381-4 |
| 6    | 2011年11月22日 | ISBN 978-4-8401-4060-7 | 2013年3月19日  | EAN 4717702254049  |
| 7    | 2012年3月23日  | ISBN 978-4-8401-4437-7 | 2014年12月23日 | EAN 4717702262051  |

## 電視動畫
2010年10月2日AT-X、獨立UHF放送局的千葉電視台播放。

### 製作人員
- 原作 - 松野秋鳴（「MM一族!」系列 MF文庫J／Media Factory刊）
- 角色原案 - QP:flapper（さくら小春・小原トメ太）
- 監督 - 長澤剛
- 系列構成 - 小鹿りえ
- 美術監督 - 堀妙子
- 動畫製作 - XEBEC
- 製作 - MM一族！製作委員會

### 主題歌
片頭曲
「HELP!! -Hell side-」（第1話-第4話）
作詞 - こだまさおり / 作曲・編曲 - corin. / 歌 - 石動美緒（竹達彩奈）
「HELP!! -Heaven side-」（第5話-第12話）
作詞 - こだまさおり / 作曲・編曲 - corin. / 歌 - 石動美緒（竹達彩奈）、結野嵐子（早見沙織）
片尾曲
「More-more LOVERS!!」（第1話-第11話）
作詞 - 畑亜貴 / 作曲・編曲 - 前山田健一 / 歌 - 麻生夏子
「Happy Birthday, my holy day」（第12話）
作詞 - こだまさおり / 作曲・編曲 - 橋本由香利 / 歌 - 石動美緒（竹達彩奈）
插入曲
「ハレルヤ♡スタディ」（第9話）
作詞 - こだまさおり / 作曲・編曲 - 渡辺和紀 / 歌 - 石動美緒（竹達彩奈）、結野嵐子（早見沙織）

### 各話標題
| 集数   | 副标题 | 中文副标题             | 脚本     | 分镜     | 演出     | 作画監督                            | 總作画監督      | 參考原作部分 |
| ------ | ------ | ---------------------- | -------- | -------- | -------- | ----------------------------------- | --------------- | ------------ |
| 第1話  |        | 從天而降的初戀！       | 小鹿りえ | 長澤剛   | 長澤剛   | 泷山真哲                            | 堀妙子          | 第1冊        |
| 第2話  |        | 相似者的距离           | 小鹿りえ | 竹内浩志 | 上田茂   | 鎌田祐輔                            | 堀妙子          | 第1冊+第3冊  |
| 第3話  |        | 因你而有的Dog Fight    | 小鹿りえ | 黑田幸生 | 小林浩輔 | 龟谷響子 手島典子 細川修平          | 堀妙子 泷山真哲 | 第1冊+第3冊  |
| 第4話  |        | 这样那样的情侣笨蛋情侣 | 小鹿りえ | 孫承希   | 孫承希   | 泷山真哲                            | 堀妙子          | 第2冊        |
| 第5話  |        | 天才少女的暴走         | 丸川直子 | 小寺勝之 | 橋口洋介 | 清水勝祐                            | 泷山真哲 堀妙子 | 第5冊        |
| 第6話  |        | 骚乱不断的家           | 小鹿りえ | 小寺勝之 | 近藤一英 | 小宮山由美子                        | 堀妙子          | 第2冊        |
| 第7话  |        | 仲夏的三角恋？         | 丸川直子 | 上田茂   | 上田茂   | 加藤雅之 ウエタミノル               | 堀妙子          | 原創+第6冊   |
| 第8話  | [ 11 ] | B型L样的恋爱模样       | 小鹿りえ | 樋口香里 | 黑田幸生 | 泷山真哲 小野和美 中野拓也 世良悠子 | 泷山真哲 堀妙子 | 第4冊        |
| 第9话  |        | MFC的华丽阴谋          | 丸川直子 | 南康广   | 小林浩辅 | 细川修平 川口弘明 菅原浩喜          | 堀妙子          | 第4冊        |
| 第10话 |        | 虐待狂岚子小姐         | 小鹿りえ | 吉川博明 | 镰田佑辅 | 泷山真哲 鹤洼久子 小野和美          | 堀妙子 泷山真哲 | 第5冊        |
| 第11話 |        | 失去的记忆             | 小鹿りえ | 小寺勝之 | 近藤一英 | 小宮山由美子 河玄鳥 昆冨美子        | 堀妙子          | 第5冊        |
| 第12話 |        | 聖誕節的願望           | 小鹿りえ | 吉川博明 | 長澤剛   | 沓澤洋子 鶴窪久子 小野和美 中野拓也 | 堀妙子 泷山真哲 | 第6冊        |

### 播放電視台
| 播放地區 | 播放電視台     | 播放日期                 | 播放時間（UTC+9）                    | 所屬電視網 |
| -------- | -------------- | ------------------------ | ------------------------------------ | ---------- |
| 日本全域 | AT-X           | 2010年10月2日 - 12月18日 | 星期六 9時30分 - 10時00分 （有重播） | CS放送     |
| 千葉縣   | 千葉電視台     | 2010年10月3日 - 12月19日 | 星期日 24時00分 - 24時30分           | 独立UHF局  |
| 埼玉縣   | 埼玉電視台     | 2010年10月3日 - 12月19日 | 星期日 25時30分 - 26時00分           | 独立UHF局  |
| 神奈川縣 | 神奈川電視台   | 2010年10月4日 - 12月20日 | 星期一 25時15分 - 25時45分           | 独立UHF局  |
| 兵庫縣   | SUN電視台      | 2010年10月5日 - 12月21日 | 星期二 24時00分 - 24時30分           | 独立UHF局  |
| 愛知縣   | 愛知電視台     | 2010年10月5日 - 12月21日 | 星期二 26時28分 - 26時58分           | 東京電視網 |
| 東京都   | 東京都會電視台 | 2010年10月6日 - 12月22日 | 星期三 25時30分 - 26時00分           | 独立UHF局  |

### 相關CD
| 名稱                     | 發售日         | 規格編號  | 備考     |
| ------------------------ | -------------- | --------- | -------- |
| 美緒様CD                 | 2010年12月15日 | LASM-4088 | 角色歌曲 |
| MM! ORIGINAL SOUND TRACK | 2010年12月22日 | LASA-5074 | 原聲音樂 |
| 嵐子CD                   | 2011年1月26日  | LASM-4094 | 角色歌曲 |

### DVD、Blu-ray Disc
全卷有共通特典，收錄了短編動畫『えすえすっ!』。
| 卷數      | 發售日         | 收錄内容       | 規格編號                              |
| --------- | -------------- | -------------- | ------------------------------------- |
| MM一族! 1 | 2010年12月22日 | 第1話・第2話   | ZMXZ-5931（Blu-ray） ZMBZ-5921（DVD） |
| MM一族! 2 | 2011年1月26日  | 第3話・第4話   | ZMXZ-5932（Blu-ray） ZMBZ-5922（DVD） |
| MM一族! 3 | 2011年2月23日  | 第5話・第6話   | ZMXZ-5933（Blu-ray） ZMBZ-5923（DVD） |
| MM一族! 4 | 2011年3月30日  | 第7話・第8話   | ZMXZ-5934（Blu-ray） ZMBZ-5924（DVD） |
| MM一族! 5 | 2011年4月27日  | 第9話・第10話  | ZMXZ-5935（Blu-ray） ZMBZ-5925（DVD） |
| MM一族! 6 | 2011年5月25日  | 第11話、第12話 | ZMXZ-5936（Blu-ray） ZMBZ-5926（DVD） |

## 參註
1. ↑  . Media Factory.   [2013年9月18日]. （原始内容存档于2017年11月24日） （日语）.
2. ↑  . Media Factory.   [2013年9月18日]. （原始内容存档于2017年11月25日） （日语）.
3. ↑  . Media Factory.   [2013年9月18日]. （原始内容存档于2017年6月29日） （日语）.
4. ↑  . Media Factory.   [2013年9月18日]. （原始内容存档于2017年6月29日） （日语）.
5. ↑  . Media Factory.   [2014年3月2日]. （原始内容存档于2012年6月21日） （日语）.
6. ↑  . Media Factory.   [2013年9月17日]. （原始内容存档于2017年6月30日） （日语）.
7. ↑  . Media Factory.   [2013年9月17日]. （原始内容存档于2017年6月30日） （日语）.
8. ↑  . Edge Records.   [2013年9月18日]. （原始内容存档于2012年3月27日） （日语）.
9. ↑  . 夠Yeah.   [2024-06-21]. （原始内容存档于2011-09-02）.
10. ↑  . Media Factory.   [2014年7月20日]. （原始内容存档于2011年4月27日） （日语）.
11. ↑  .   [2010-11-28]. （原始内容存档于2010-11-20）.

## 外部連結
- 東立輕小說
- MF文庫J （页面存档备份，存于）
- QPchick （页面存档备份，存于）
- 動畫官網 （页面存档备份，存于）